# Campeonato de Jogadores de Snooker de 2021
O Players Championship de 2021, conhecido oficialmente como Cazoo Players Championship de 2021 por questões de patrocínio, foi um torneio profissional do ranking mundial de snooker da temporada de 2020–21. O evento aconteceu de 22 a 28 de fevereiro de 2021 na Marshall Arena em Milton Keynes, na Inglaterra. Foi o décimo primeiro evento do ranking da temporada de 2020–21 do snooker e a décima primeira edição do Players Championship, realizado pela primeira vez em 2011.
A final foi disputada entre John Higgins e Ronnie O'Sullivan, seu primeiro encontro em uma final do ranking desde o Grand Prix de 2005, com Higgins vencendo por 10–3. Foi o 31º título em torneios do ranking da carreira de Higgins, o primeiro em três anos, e ele perdeu apenas quatro frames em seu caminho para o título. Esta foi a 57ª final em eventos do ranking de O'Sullivan, igualando o recorde de Stephen Hendry. Houve um total de 30 century breaks (entrada de 100 ou mais pontos) feitas durante o torneio, a maior delas foi uma "centenária" de 144 pontos feita por O'Sullivan na final.

## Regulamento
Os jogos do Players Championship foram disputados da seguinte forma:
- Rodada 1: Melhor de 11 frames, vence quem ganha seis (de 6–0 a possíveis 6–5)
- Quartas de final: Melhor de 11 frames, até seis (de 6–0 a possíveis 6–5)
- Semifinal: Melhor de 11 frames, até um ganhar seis (de 6–0 a possíveis 6–5)
- Final: Melhor de 19 frames, é campeão o primeiro a chegar a dez (de 10–0 a possíveis 10–9)

## Premiação
O evento teve uma premiação total de 385 mil libras esterlinas, sendo 125 mil libras esterlinas a parte do vencedor. Os jogadores que perderem na primeira rodada receberam um prêmio de 10 mil libras esterlinas, mas isso não será pontuável para o ranking da temporada ou para o ranking mundial do jogador. A distribuição dos prêmios (prize money) para o evento foi a seguinte:
| Posição                               | Prêmio                    |
| ------------------------------------- | ------------------------- |
| Campeão                               | 125 000 libras esterlinas |
| Vice-campeão                          | 050 000 libras esterlinas |
| 3–4 (perdedores das semifinais)       | 030 000 libras esterlinas |
| 5–8 (perdedores das quartas de final) | 015 000 libras esterlinas |
| 9–16 (perdedores da rodada 1)         | 010 000 libras esterlinas |
| Maior break                           | 010 000 libras esterlinas |
| Total                                 | 385 000 libras esterlinas |

## Participantes
O evento foi disputado pelos 16 melhores colocados no ranking da temporada de 2020–21 (1 Year List 2020/21), uma lista de classificação onde foram computados os prêmios recebidos em libras pelos jogadores do segundo Masters da Europa de 2020 (European Masters) até o Aberto do País de Gales de 2021 (Welsh Open).
| Rank | Jogador                 | Pontuação |
| ---- | ----------------------- | --------- |
| 1    | Judd Trump (ENG)        | 454 500   |
| 2    | Mark Selby (ENG)        | 255 500   |
| 3    | Neil Robertson (AUS)    | 246 000   |
| 4    | Ronnie O'Sullivan (ENG) | 123 500   |
| 5    | Jack Lisowski (ENG)     | 117 000   |
| 6    | Kyren Wilson (ENG)      | 112 000   |
| 7    | Jordan Brown (NIR)      | 100 000   |
| 8    | Zhou Yuelong (CHN)      | 83 500    |

| Rank | Jogador              | Pontuação |
| ---- | -------------------- | --------- |
| 9    | Barry Hawkins (ENG)  | 80 500    |
| 10   | John Higgins (SCO)   | 74 500    |
| 11   | Ryan Day (WAL)       | 73 000    |
| 12   | Martin Gould (ENG)   | 66 000    |
| 13   | Ding Junhui (CHN)    | 65 500    |
| 14   | Lu Ning (CHN)        | 59 500    |
| 15   | Mark Williams (WAL)  | 53 500    |
| 16   | Stuart Bingham (ENG) | 53 000    |

## Jogos
Os resultados dos jogos do evento são mostrados abaixo:
|  | Rodada 1 Melhor de 11 frames        | Rodada 1 Melhor de 11 frames        |                                           |   | Quartas de final Melhor de 11 frames | Quartas de final Melhor de 11 frames |  |  | Semifinal Melhor de 11 frames | Semifinal Melhor de 11 frames |  |  | Final Melhor de 19 frames | Final Melhor de 19 frames |
|  |                                     |                                     |                                           |   |                                      |                                      |  |  |                               |                               |  |  |                           |                           |
|  | 22 de fevereiro ― 19:00 GMT (UTC+0) |                                     |                                           |   |                                      |                                      |  |  |                               |                               |  |  |                           |                           |
|  |                                     |                                     |                                           |   |                                      |                                      |  |  |                               |                               |  |  |                           |                           |
|  | Judd Trump (ENG) (1)                | 5                                   |                                           |   |                                      |                                      |  |  |                               |                               |  |  |                           |                           |
|  | Judd Trump (ENG) (1)                | 5                                   | 24 de fevereiro ― 19:00 GMT (UTC+0)       |   |                                      |                                      |  |  |                               |                               |  |  |                           |                           |
|  | Stuart Bingham (ENG) (16)           | 060                                 |                                           |   |                                      |                                      |  |  |                               |                               |  |  |                           |                           |
|  | Stuart Bingham (ENG) (16)           | 060                                 | Stuart Bingham (ENG) (16)                 | 2 |                                      |                                      |  |  |                               |                               |  |  |                           |                           |
|  | 23 de fevereiro ― 19:00 GMT (UTC+0) |                                     | Stuart Bingham (ENG) (16)                 | 2 |                                      |                                      |  |  |                               |                               |  |  |                           |                           |
|  |                                     | Barry Hawkins (ENG) (9)             | 060                                       |   |                                      |                                      |  |  |                               |                               |  |  |                           |                           |
|  | Zhou Yuelong (CHN) (8)              | Barry Hawkins (ENG) (9)             | 060                                       | 5 |                                      |                                      |  |  |                               |                               |  |  |                           |                           |
|  | Zhou Yuelong (CHN) (8)              |                                     | 26 de fevereiro ― 19:00 GMT (UTC+0)       | 5 |                                      |                                      |  |  |                               |                               |  |  |                           |                           |
|  | Barry Hawkins (ENG) (9)             | 6                                   |                                           |   |                                      |                                      |  |  |                               |                               |  |  |                           |                           |
|  | Barry Hawkins (ENG) (9)             | 6                                   | Barry Hawkins (ENG) (9)                   | 4 |                                      |                                      |  |  |                               |                               |  |  |                           |                           |
|  | 23 de fevereiro ― 13:00 GMT (UTC+0) |                                     | Barry Hawkins (ENG) (9)                   | 4 |                                      |                                      |  |  |                               |                               |  |  |                           |                           |
|  |                                     | Ronnie O'Sullivan (ENG) (4)         | 060                                       |   |                                      |                                      |  |  |                               |                               |  |  |                           |                           |
|  | Jack Lisowski (ENG) (5)             | Ronnie O'Sullivan (ENG) (4)         | 060                                       | 6 |                                      |                                      |  |  |                               |                               |  |  |                           |                           |
|  | Jack Lisowski (ENG) (5)             | 25 de fevereiro ― 19:00 GMT (UTC+0) |                                           | 6 |                                      |                                      |  |  |                               |                               |  |  |                           |                           |
|  | Martin Gould (ENG) (12)             | 3                                   |                                           |   |                                      |                                      |  |  |                               |                               |  |  |                           |                           |
|  | Martin Gould (ENG) (12)             | 3                                   | Jack Lisowski (ENG) (5)                   | 1 |                                      |                                      |  |  |                               |                               |  |  |                           |                           |
|  | 23 de fevereiro ― 19:00 GMT (UTC+0) |                                     | Jack Lisowski (ENG) (5)                   | 1 |                                      |                                      |  |  |                               |                               |  |  |                           |                           |
|  |                                     | Ronnie O'Sullivan (ENG) (4)         | 6                                         |   |                                      |                                      |  |  |                               |                               |  |  |                           |                           |
|  | Ronnie O'Sullivan (ENG) (4)         | Ronnie O'Sullivan (ENG) (4)         | 6                                         | 6 |                                      |                                      |  |  |                               |                               |  |  |                           |                           |
|  | Ronnie O'Sullivan (ENG) (4)         |                                     | 28 de fevereiro ― 13:00/19:00 GMT (UTC+0) | 6 |                                      |                                      |  |  |                               |                               |  |  |                           |                           |
|  | Ding Junhui (CHN) (13)              | 5                                   |                                           |   |                                      |                                      |  |  |                               |                               |  |  |                           |                           |
|  | Ding Junhui (CHN) (13)              | 5                                   | Ronnie O'Sullivan (ENG) (4)               | 3 |                                      |                                      |  |  |                               |                               |  |  |                           |                           |
|  | 23 de fevereiro ― 13:00 GMT (UTC+0) |                                     | Ronnie O'Sullivan (ENG) (4)               | 3 |                                      |                                      |  |  |                               |                               |  |  |                           |                           |
|  |                                     | John Higgins (SCO) (10)             | 0100                                      |   |                                      |                                      |  |  |                               |                               |  |  |                           |                           |
|  | Neil Robertson (AUS) (3)            | John Higgins (SCO) (10)             | 0100                                      | 6 |                                      |                                      |  |  |                               |                               |  |  |                           |                           |
|  | Neil Robertson (AUS) (3)            | 25 de fevereiro ― 13:00 GMT (UTC+0) |                                           | 6 |                                      |                                      |  |  |                               |                               |  |  |                           |                           |
|  | Lu Ning (CHN) (14)                  | 1                                   |                                           |   |                                      |                                      |  |  |                               |                               |  |  |                           |                           |
|  | Lu Ning (CHN) (14)                  | 1                                   | Neil Robertson (AUS) (3)                  | 2 |                                      |                                      |  |  |                               |                               |  |  |                           |                           |
|  | 22 de fevereiro ― 19:00 GMT (UTC+0) |                                     | Neil Robertson (AUS) (3)                  | 2 |                                      |                                      |  |  |                               |                               |  |  |                           |                           |
|  |                                     | Kyren Wilson (ENG) (6)              | 6                                         |   |                                      |                                      |  |  |                               |                               |  |  |                           |                           |
|  | Kyren Wilson (ENG) (6)              | Kyren Wilson (ENG) (6)              | 6                                         | 6 |                                      |                                      |  |  |                               |                               |  |  |                           |                           |
|  | Kyren Wilson (ENG) (6)              |                                     | 27 de fevereiro ― 19:00 GMT (UTC+0)       | 6 |                                      |                                      |  |  |                               |                               |  |  |                           |                           |
|  | Ryan Day (WAL) (11)                 | 1                                   |                                           |   |                                      |                                      |  |  |                               |                               |  |  |                           |                           |
|  | Ryan Day (WAL) (11)                 | 1                                   | Kyren Wilson (ENG) (6)                    | 1 |                                      |                                      |  |  |                               |                               |  |  |                           |                           |
|  | 24 de fevereiro ― 13:00 GMT (UTC+0) |                                     | Kyren Wilson (ENG) (6)                    | 1 |                                      |                                      |  |  |                               |                               |  |  |                           |                           |
|  |                                     | John Higgins (SCO) (10)             | 6                                         |   |                                      |                                      |  |  |                               |                               |  |  |                           |                           |
|  | Jordan Brown (NIR) (7)              | John Higgins (SCO) (10)             | 6                                         | 0 |                                      |                                      |  |  |                               |                               |  |  |                           |                           |
|  | Jordan Brown (NIR) (7)              | 26 de fevereiro ― 13:00 GMT (UTC+0) |                                           | 0 |                                      |                                      |  |  |                               |                               |  |  |                           |                           |
|  | John Higgins (SCO) (10)             | 6                                   |                                           |   |                                      |                                      |  |  |                               |                               |  |  |                           |                           |
|  | John Higgins (SCO) (10)             | 6                                   | John Higgins (SCO) (10)                   | 6 |                                      |                                      |  |  |                               |                               |  |  |                           |                           |
|  | 24 de fevereiro ― 13:00 GMT (UTC+0) |                                     | John Higgins (SCO) (10)                   | 6 |                                      |                                      |  |  |                               |                               |  |  |                           |                           |
|  |                                     | Mark Selby (ENG) (2)                | 0                                         |   |                                      |                                      |  |  |                               |                               |  |  |                           |                           |
|  | Mark Selby (ENG) (2)                | Mark Selby (ENG) (2)                | 0                                         | 6 |                                      |                                      |  |  |                               |                               |  |  |                           |                           |
|  | Mark Selby (ENG) (2)                |                                     |                                           | 6 |                                      |                                      |  |  |                               |                               |  |  |                           |                           |
|  | Mark Williams (WAL) (15)            | 4                                   |                                           |   |                                      |                                      |  |  |                               |                               |  |  |                           |                           |
|  | Mark Williams (WAL) (15)            | 4                                   |                                           |   |                                      |                                      |  |  |                               |                               |  |  |                           |                           |

### Final
| Final: Melhor de 19 frames. Árbitro: Leo Scullion Marshall Arena, Milton Keynes, Inglaterra, 28 de fevereiro de 2021                                                  |                |                             |
| Ronnie O'Sullivan (4) Inglaterra | 3–10           | John Higgins (10) · Escócia |
| Sessão 1: 18–64, 0–103 (92), 21–69 (68), 0–142 (142), 0–138 (138), 87–26 (82), 40–70, 148–0 (144) Sessão 2: 4–67 (51), 110–0 (110), 0–70 (70), 0–77 (77), 4–127 (127) |                |                             |
| 144 | Maior break    | 142                         |
| 2 | Century breaks | 3                           |
| 3 | Break de +50   | 8                           |

## Century breaks
Total: 30
- 144, 125, 124, 110, 103 Ronnie O'Sullivan
- 143, 109, 109 Barry Hawkins
- 142, 138, 133, 127, 122, 121, 108, 100 John Higgins
- 142, 135, 132, 130, 101 Neil Robertson
- 130, 126, 119, 102 Kyren Wilson
- 113, 112 Stuart Bingham
- 109 Zhou Yuelong
- 105 Judd Trump
- 100 Martin Gould

## Transmissão
Os jogos do Cazoo Players Championship de 2021 foram transmitidos pela ITV4 no Reino Unido e República da Irlanda; Eurosport na Europa (exceto Reino Unido); Youku, Zhibo.tv, Migue, Kuaishou e Liaoning TV na China; Now TV em Hong Kong; True Sport na Tailândia; Sport Cast no Taiwan; Sky Sports na Nova Zelândia; DAZN no Canadá; e Astrosport na Malásia. Nos demais países do mundo sem emissoras oficiais, o evento é transmitido via streaming pela Matchroom.Live.